# Arun (rzeka w Anglii)
Arun (ang. River Arun) – rzeka w południowo-wschodniej Anglii, w hrabstwie West Sussex. Długość rzeki wynosi 60 km.
Źródła rzeki znajdują się w lesie St Leonard's Forest, na wschód od miasta Horsham. W górnym biegu płynie w kierunku zachodnim, następnie skręca na południe. Przepływa przez miasto Arundel, po czym uchodzi do kanału La Manche, w Littlehampton.